# التهاب المثانة
التهاب المثانة (بالإنجليزية: Cystitis) هو التهاب للمثانة يمكن أن يصيب كلى الجنسين وفي مختلف الأطوار العمرية لكن يصيب خصوصا النساء.

## أنواعه
هناك عدة أنواع من التهاب المثانة :
- اٍلتهاب المثانة الرضحي قد يكون الشكل الأكثر شيوعا من اٍلتهاب المثانة لدى الإناث، وهو ناجم عن تكدم المثانة، عادة عن طريق الاتصال الجنسي. يتبع عادتا باٍلتهاب المثانة البكتيري غالبا بواسطة بكتيريا الإشريكية التي تنتقل من الأمعاء عبر الإحليل إلى المثانة
- التهاب المثانة الخلالي يعتبر أكثر من اٍصابة في المثانة ما يؤدي إلى تهيج مستمر لها لكن نادرا ما ينطوي على وجود عدوى.
- اٍلتهاب المثانة اليوزيني هي حالة نادرة يتم تشخيصها بواسطة الخزع، في هذه الحالات يكون جدار المثانة مخترق من قبل عدد هائل من الحمضات (eosinophils). لا يزال سبب المرض مجهولا وإن كان قد أثاره في الأطفال بعض الأدوية. يعتبر البعض أنها شكل من أشكال التهاب المثانة الخلالي.
- اٍلتهاب المثانة الاٍشعاعي غالبا ما يحدث في المرضى الذين يتلقون علاج إشعاعي لعلاج السرطان.
- التهاب المثانة النزفي يمكن أن ينتج كأثر جانبي للعلاج بسيكلوفسفاميد (cyclophosphamide)، ويتم الوقاية منه بالميسنا (mesna).
- لدى النساء النشطات جنسيا السبب الأكثر شيوعا هو الإشريكية والمكورات العنقودية الرمية (Staphylococcus saprophyticus).

## الأعراض
- ضغط في أسفل الحوض.
- تبول مؤلم (عسر التبول)
- تبول متكرر (بوال) أو الحاجة الملحة للتبول (الإلحاح البولي)
- الحاجة للتبول في الليل (بوال ليلي، مشابه لسرطان البروستات)
- لون البول الشاذ (غيمي)، مشابه لاٍصابة المجاري البولية.
- دم في البول (بول دموي) (مشابه لسرطان المثانة).
- رائحة بول كريهة أو قوية.

## العلامات والاختبارات
- تحليل البول ويكشف عادة خلايا الدم البيضاء أو الحمراء
- زرع البول يمكن أن يؤدى لتحديد نوع البكتيريا في البول والمضادات الحيوية المناسبة لعلاجها.

## العلاج
بسبب خطر وصول العدوى إلى الكلى، ونظرا لارتفاع معدل المضاعفات بين السكان المسنين ومرضى السكري، يوصى بالعلاج الفوري دائما.
الأدوية: تستخدم المضادات الحيوية لمكافحة العدوى البكتيرية. فمن الأهمية بمكان أن تتناول المضادات الحيوية عند بدئها حتى تكتمل (7 أيام عادتا).
المضادات الحيوية التي يشيع اٍستخدامها هي:
- نتروفورانتوين (Nitrofurantoin)
- كوتريموكسازول (Trimethoprim-sulfamethoxazole)
- أموكسيسيلين
- سيفالوسبورين
- Ciprofloxacin أو levofloxacin
- دوكسيسايكلين

يجب اختيار المضادات الحيوية بفضل نتيجة زرع البول.